# Южная Челекенская коса
Южная Челекенская коса — коса в Туркменистане, на востоке Каспийского моря.
Коса составляет западную границу северной части Туркменского залива.
Коса отходит от полуострова Дервиш. Основание и оконечность косы широкие, а средняя часть — узкая. Течения, приносящие песок со дня моря, увеличивают длину косы в южном направлении.
К востоку от косы море отмелое, имеется цепь банок, а к западу — относительно глубокое. Между Южной Челекенской косой и островом Огурчинским расположен широкий но мелководный Челекено-Огурчинский пролив. К юго-юго-востоку от косы расположен остров Безымянный, окружённый отсыхающей отмелью, а к юго-юго-западу — остров Михайлова, который появляется только в годы, когда уровень Каспийского моря снижается.
Коса песчаная, встречаются небольшие бугры.